# Dvorac Versailles
Versajska palača ili Dvorac Versailles (fr. Château de Versailles) u Versaillesu (Francuska) bila je palača, odnosno kraljevska rezidencija francuskih kraljeva i više od stotinu godina francuske vlade. Jedno od najposjećenijih turističkih atrakcija Europe (više od 9 milijuna posjetitelja na godinu). Objekt u cjelini predstavlja nacionalni povijesni muzej Francuske u koji je uklopljena Galerija slika s bitkama (Galerie des Batailles) i Museé historique de Versailles. Od 1979. je na UNESCOvom popisu svjetske kulturne baštine.

## Povijest
Kada je Luj XIII. 1624. započeo gradnju lovačkog paviljona nedaleko od Pariza, nije mogao niti zamisliti da će ta skromna građevina jednoga dana postati političko i kulturno središte Europe, prijestolnica njegova sina Luja XIV. Oporbena stranka fronda prisilila je mladog nasljednika na bijeg iz svoje prijestolnice kao jedanaestogodišnjaka. Vratio se kasnije nakon što je ustanak ugušio kardinal Mazarin. Strah od građanske bune, prijezir koji je osjećao prema masi i nepovjerenje u grad koji je ipak bio prijestolnica kraljevstva rezultirali su premještanjem prijestolnice u Versailles. Zamisao da se kraljevsko središte premjesti iz Pariza nije bila nova, još je Mazarin razmišljao o premještanju dvora u Vensan, gdje je postojao dobro utvrđen kraljevski dvorac. Ali Kralj Sunce nije ni pomislio na ideju da se skloni iza zidina kao neki feudalni kraljević, već je dao sagraditi palaču, palaču a ne dvorac, usred ogromnog parka kakav nije viđen još od vremena rimskog cara Hadrijana i njegove vile u Tivoliju. Nisu se svi slagali s tom idejom o premještanju prijestolnice, čak je Colbert, čovjek koji je trebao najviše pomoći Luju da se nametne kao apsolutistički vladar, rekao: Versailles je stvoren za razonodu, a Pariz za slavu.
Iz nemira koji su mu ispunjavali mladost, Luj je izvukao pouku; suverenova vlast mora biti neograničena. Luj je podigao spomenik apsolutizmu, neograničenoj moći, gdje će punih pedeset godina svijetu prikazivati balet moći.
Palača se gradila tijekom gotovo cijele njegove vladavine (1663. – 1715.). Kada je Luj XIV. odlučio da središtem njegova dvora postane Versailles, pojavila se potreba da se poveća postojeći dvorac koji je sagradio njegov otac i koji je jedva bio nešto više nego lovačka kuća. Gradnja dvorca je započela 1661. kad je Luj XIV. okupio tadašnje najuglednije umjetnike i stručnjake da osmisle novu kraljevsku palaču.
Prvi put je povećan kasnih šezdesetih godina 17. stoljeća, pod ravnanjem Louisa Le Vaua, koji je oko starije zgrade dodao dva niza soba, jedan za kralja, a drugi za kraljicu. Kasnih sedamdesetih godina 17. stoljeća Le Vauov nasljednik Jules Hardouin-Mansart, pranećak Françoisa Mansarta, dodao je Dvoranu ogledala (Galerie des Glaces) da bi načinio jedan od najblistavijih nizova soba u Europi. I Le Vau i Hardouin-Mansart upotrijebili su izvjesna barokna obilježja: veličinu, bogatstvo materijala i objedinjenje slikarstva i kiparstva s arhitekturom – ali bon goût (dobar ukus) na koji su Francuzi bili toliko ponosni spriječio je upotrebu izlomljenih i zakrivljenih arhitektonskih oblika koje su voljeli Boromini i njegovi sljedbenici. Dvorac je dovršen 1682.
Versailles prestaje biti kraljevska rezidencija 1789. godine nakon Francuske revolucije.
U Dvorani ogledala je 1783. godine zaključen Sporazum o Neovisnosti SAD-a, a 1919. godine sklopljen mir između Saveznika i Njemačke i tako okončan Prvi svjetski rat, tzv. Versailleski mirovni ugovori.

## Izgled
Pročelje Versaillesa uglavnom je sagradio Louis Le Vau 1669. godine, ali je u njegovu planu srednji dio glavnog pročelja bio otvorena terasa. Godine 1678. zatvorio ju je Hardouin-Mansart da se omogući gradnja Dvorane ogledala. Istodobno je utrostručena dužina palače dodavanjem drugih krila, za stanove dvorjanika i administrativnog osoblja. Palača se naposljetku sastojala od stotina soba za oko 20,000 ljudi; dok su 4,000 sluga živjeli u palači, u blizini je bilo još 9,000 vojnika. Unutar zidina Versaillesa moglo je spavati oko 6,000 ljudi.
Iznad glavnog ulaza,u samom središtu palače, bila je kraljevska spavaća soba. Ovdje je Luj poticao ceremonije ustajanja (lever) i odlaska na počinak (coucher) kojima se poistovjećivao sa zorom i sumrakom dnevnog sunca. Slikar Charles le Brun je ukrasio Versailles odgovarajućom kraljevskom ikonografijom; prikazivao je Luja kao “Kralja sunce“ (Roi Soleil), slikom koja opravdava njegovo božansko pravo na vlast.
Dvorana ogledala je najraskošnija prostorija u Francuskoj. Dvorana ima sedamnaest golemih ogledala koja ispunjavaju cijeli zid nasuprot prozora koji gledaju na vrtove.  U 17. stoljeću ogledala, ali i prozirna stakla, su bila iznimno skupa, a za ovu sobu trebalo je spojiti na tisuće stakala odgovarajućih oblika i veličina s metalnim okvirovima koji su također postali dekorativni element dvorane. Ona je prvobitno bila opremljena i stolovima, stolicama i pokućstvom od srebra (klupama uz zidove i svijećnjacima), a pod je bio potpuno pokriven onerijskim sagovima. To pokućstvo potrajalo je tek deset godina jer ga je kralj poslao u Mint 1689. godine da se pretopi u šipke potrebne za nastavak rata augsburške lige. No nedostatak pokućstva nimalo ne umanjuje ljepotu ove sobe. Na suprotnim krajevima dvorane nalaze se „Ratna soba“ i „Soba mira“ koje su dekorirane prigodnim simbolima. Strani diplomati su primani u ovim sobama, odgovarajući u sobi ovisno o političkoj situaciji Francuske s njihovim državama.
Do palače vode tri široke avenije koje se zrakasto ulijevaju u veliki trg ispred palače. Glavna, središnja, avenija je os koja se nastavlja kao perivoj dalje u park, otvarajući prostore u beskonačno. Arhitekt pejzaža André Le Nôtre (1613. – 1700.)  osmislio je bogate vrtove s bazenima i fontanama s tipičnim baroknim osobitostima. Dvorac je usađen u prirodni krajolik koji je oblikovan u skladu s dvorcom; po strogom geometrijskom principu apsolutne simetričnosti, čime se sve povezuje u cjelinu – tzv. „francuski park“. Volumeni raslinja se udaljavajući od dvorca postupno ritmički razvode, šireći se u krila pravilnih dvorišta. Parkovi su geometrizirani i u tlocrtu i obliku (rezanje žbuna), te tako dodatno variraju kompoziciju arhitekture.
U parkove su „prirodno“ uklopljene velike kiparske grupne kompozicije kao Apolon s nimfama u niši-špilji ili Apolonova kočija u bazenu.
Veliki Trianon sagradio je 1687. godine, za Luja XIV., Jules Hardouin-Mansart u duhu klasicistički koncipirane francuske inačice baroknoga stila.
Mali Trianon u Versaillesu izgradio je za Madame Du Barry 1763. godine Ange-Jacques Gabriel, a pregrađen je za Mariju Antoanetu s kojom se uglavnom dovodi u vezu. Kraljica ga je upotrebljavala kao privatno utočište pred formalnostima dvorskog života sredinom 18. stoljeća. Mali Trianon je pravo sklonište okruženo tzv. „francuskim formalnim vrtom“ (Jardin à la française).

## Poveznice
- Arhitektura baroka
- Dvorac